# Burzum / Aske
Buzum / Aske este o compilație a proiectului lui Varg Vikernes, Burzum, alcătuită din albumul de debut Burzum și EP-ul Aske.
Piesa "A Lost Forgotten Sad Spirit" apare atât pe albumul de debut cât și pe EP; versiunea prezentă pe această compilație e cea de pe EP.

## Lista pieselor
- Piesele 1-8 sunt de pe Burzum
- Piesele 9-11 sunt de pe Aske

1. "Feeble Screams From Forests Unknown" – 07:28
2. "Ea, Lord Of The Depths" - 04:53
3. "Black Spell Of Destruction" - 05:40
4. "Channeling The Power Of Souls Into A New God" – 03:27
5. "War" – 02:30
6. "The Crying Orc" – 00:57
7. "My Journey To The Stars" – 08:10
8. "Dungeons Of Darkness" – 04:50
9. "Stemmen fra tårnet" - 06:09
10. "Dominus Sathanas" - 03:02
11. "A Lost Forgotten Sad Spirit" - 10:51

## Personal
- Varg Vikernes - vocal, toate instrumentele
- Euronymous - chitară (piesa 5)
- Samoth -  chitară bas (piesele 9 și 11)